# Procerochasmias rufithorax
Procerochasmias rufithorax är en stekelart som beskrevs av Heinrich 1936. Procerochasmias rufithorax ingår i släktet Procerochasmias och familjen brokparasitsteklar. Inga underarter finns listade i Catalogue of Life.